# 哥斯度·彭迪利蒙
哥斯度·芬尼·彭迪利蒙（羅馬尼亞語：Costel Fane Pantilimon，發音：[kosˈtel pantiliˈmon]；1987年2月1日—），羅馬尼亞職業足球員，司職守門員，現時為自由身，他亦是羅馬尼亞國家隊成員。他曾是目前最高的英超球員，身高6尺8吋，即2.03米。

## 球會

### 早年
出生於巴克烏的彭迪利蒙在本地球會飛機之星展開其足球生涯，憑表現獲得羅馬尼亞U19的徵召，並在其19歲生日當天，即2006年2月1日，轉會至添美索亞拿。

### 添美索亞拿
彭迪利蒙本來是添美索亞拿的次選門將，擔任马里乌斯·波帕的後備，但在2008年5月，球會班主馬利安·伊安古將普柏調至二隊，彭迪利蒙因而上位。2007年3月在對布加勒斯特戴拿模首次亮相羅甲。
2009年10月17日對施洛爾的聯賽中，因為原本擔任隊長及副隊長等的四名球員均列後備，彭迪利蒙首次擔任球隊隊長。
彭迪利蒙是球隊在歐聯外圍賽擊敗歐協盃冠軍薩克達的功臣之一，他在兩回合均踢足90分鐘。

### 曼城

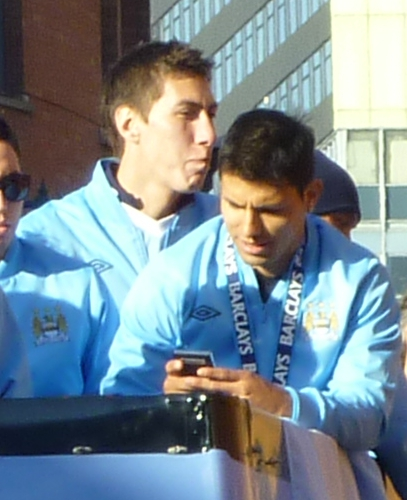
2012年5月，彭迪利蒙（左）與阿古路一同參與曼城的英超冠軍巴士巡遊

2011年8月11日，彭迪利蒙外借加盟曼城一年，代替離隊的基雲擔任祖·赫特的球備。
2011年9月21日的英聯盃對衛冕冠軍伯明翰的賽事首次擔任正選。10月26日對狼隊的聯賽盃賽事再獲安排上陣，當時球隊盡遣副選球員出戰，但仍大勝5:2。彭迪利蒙在聯賽盃八強作客擊敗阿仙奴的賽事再獲安排正選。在這場賽事中，他在上半場作出兩記精彩撲救，因而當選賽事最佳球員。英足盃第三圈主場對曼聯的賽事再獲任正選，他雖撲出朗尼主射的十二碼，但卻未能擋出補射。最終在這場於2012年1月舉行的比賽，曼城以2:3落敗。
彭迪利蒙其後以300萬鎊正式加盟曼城，他與曼城的合約直至2016年。在2012/13球季英足盃，他在連續四場賽事保持清白之身，兼且在對車路士的準決賽發揮非常出色，在五場賽事僅失一球。由於表現優異，他獲領隊文仙尼即時力撐將會在5月11日對韋根的足總盃決賽中正選上陣。
但文仙尼最終卻出爾反爾，在2012/13球季足總盃決賽，他只能擔任赫特的後備，並目睹該隊以0:1不敵韋根。其後被揭彭迪利蒙是可出賽的，但在開賽當日的早上，他才被告知計劃已變，故該任後備。
2013/14球季，彭迪利蒙為曼城正選上陣的首場比賽是聯賽盃第三圈主場對韋根的賽事，在這場於2013年9月24日舉行的比賽，曼城以5:0大勝，領隊「智利工程師」柏歷堅尼對他能保持清白之身予以讚賞。五週後，彭迪利蒙再被安排在聯賽盃踢正選，於2013年10月30日作客紐卡素的比賽，他再次未有失球，球隊以2:0勝出並晉級八強。三日後，亦即11月2日，他在對諾域治的聯賽正選上陣，這是他首次得到出戰英超的機會，這場比賽是他的連續第三場不失球，最終賽果為7:0。2013年11月7日，他在球隊以5:2大勝莫斯科中央陸軍的歐洲聯賽冠軍盃賽事中擔任正選。2013年11月10日，他再獲安排在英超聯任正選，惟這次球隊以0:1不敵新特蘭。
2014年3月2日，彭迪利蒙為球隊出戰於溫布萊球場舉行的聯賽盃決賽。球隊憑藉耶耶托尼、拿斯尼和捷西斯·拿華斯的入球，以3:1擊敗對手新特蘭，贏得聯賽盃錦標。
總括而言，彭迪利蒙在2013/14球季英超聯共正選上陣7次，當中有三次為不失球，結果他成功為曼城三年內第二度贏得聯賽冠軍。他亦是球隊在聯賽盃和足總盃的首選門將。

### 新特蘭
2014年6月16日，彭迪利蒙免費轉會加盟新特蘭。在8月27日，他在聯賽盃次圈對伯明翰首次為新東家上陣，他力保不失並助球隊贏3:0。雖然在開季他屈居在文路尼之後而未能覓得正選門將之位，但隨著文路尼接連在聯賽0:8不敵修咸頓和0:2不敵阿仙奴時犯下嚴重失誤，彭迪利蒙終於獲得正選上陣機會，2014年11月3日，他首次為新特蘭在英超聯披甲，球隊在這場比賽以3:1擊敗水晶宮。從此，彭迪利蒙已成為球隊在2014/15球季的正選門將，在2015年5月21日作客對阿仙奴的賽事中，彭迪利蒙作出多記精彩撲救，表現光芒四射，成功助球隊力保不失，逼和對方0:0取得寶貴一分，提前一輪宣布護級成功，其出色表現更獲得對方領隊雲加的點名稱讚。

## 榮譽
曼城
- 英超：2013/14
- 英聯盃：2013/14
- 社區盾：2012

## 個人
健聽的彭迪利蒙的雙親皆是失聰的。2013年他娶了安德雅·貝碧絲（Andreea Berbece）為妻。

## 外部連結
- 足球数据库：Costel Pantilimon的球员统计数据
- Costel Pantilimon球會資料（页面存档备份，存于） 於曼城官網
- Costel Pantilimon職業生涯（页面存档备份，存于） 於RomanianSoccer.ro
- 個人資料（页面存档备份，存于） 於天空體育網
- 個人資料 Archive.today的存檔，存档日期2012-12-08 於UEFA.com